# Gymnopleurus humanus
Gymnopleurus humanus là một loài bọ cánh cứng trong họ Bọ hung (Scarabaeidae).